# Gijs Van Hoecke
Gijs Van Hoecke (Gante, 12 de noviembre de 1991) es un deportista belga que compite en ciclismo en las modalidades de pista, especialista en la prueba de madison, y ruta.
Ganó dos medallas en el Campeonato Mundial de Ciclismo en Pista, oro en 2012 y bronce en 2011, y una medalla de bronce en el Campeonato Europeo de Ciclismo en Pista de 2013.

## Medallero internacional
| Campeonato Mundial | Campeonato Mundial       | Campeonato Mundial | Campeonato Mundial |
| Año                | Lugar                    | Medalla            | Competición        |
| ------------------ | ------------------------ | ------------------ | ------------------ |
| 2011               | Apeldoorn (Países Bajos) | Medalla de bronce  | Ómnium             |
| 2012               | Melbourne (Australia)    | Medalla de oro     | Madison            |
| Campeonato Europeo |                          |                    |                    |
| Año                | Lugar                    | Medalla            | Competición        |
| 2013               | Apeldoorn (Países Bajos) | Medalla de bronce  | Madison            |

## Palmarés

### Pista
2011
- 3.° en el Campeonato Mundial Omnium
- Campeonato de Bélgica de Persecución por equipos  (Con Ingmar de Poortere, Justin van Hoecke y Jonathan Dufrasne)

2012
- Campeonato Mundial Madison   (haciendo pareja con Kenny De Ketele)
- Copa del Mundo de Astaná (Kazajistán) en Sctratch
- Campeonato de Bélgica Omnium

2013
- 3.º en el Campeonato de Europa en Madison  (con Kenny De Ketele)
- Seis días de Ámsterdam (Con Kenny De Ketele)

### Ruta
2014
- Trofeo Internacional Jong Maar Moedig

## Resultados en Grandes Vueltas
| Carrera | Carrera         | 2012 | 2013 | 2014 | 2015 | 2016 | 2017 | 2018  | 2019 | 2020 | 2021 | 2022 | 2023 | 2024 | 2025  |
| ------- | --------------- | ---- | ---- | ---- | ---- | ---- | ---- | ----- | ---- | ---- | ---- | ---- | ---- | ---- | ----- |
|         | Giro de Italia  | —    | —    | —    | —    | —    | —    | 122.º | —    | —    | —    | —    | —    | —    | 153.º |
|         | Tour de Francia | —    | —    | —    | —    | —    | —    | —     | —    | —    | —    | —    | —    | —    | —     |
|         | Vuelta a España | —    | —    | —    | —    | —    | —    | —     | —    | —    | —    | —    | —    | —    | —     |

| —: No participó | Ab: Abandono |